# سار بی‌خال
سار بی‌خال، سار تک‌رنگ یا سار بی‌پیرایه (نام علمی: Sturnus unicolor) نام یک گونه از تیره ساران است.